# Sudodana

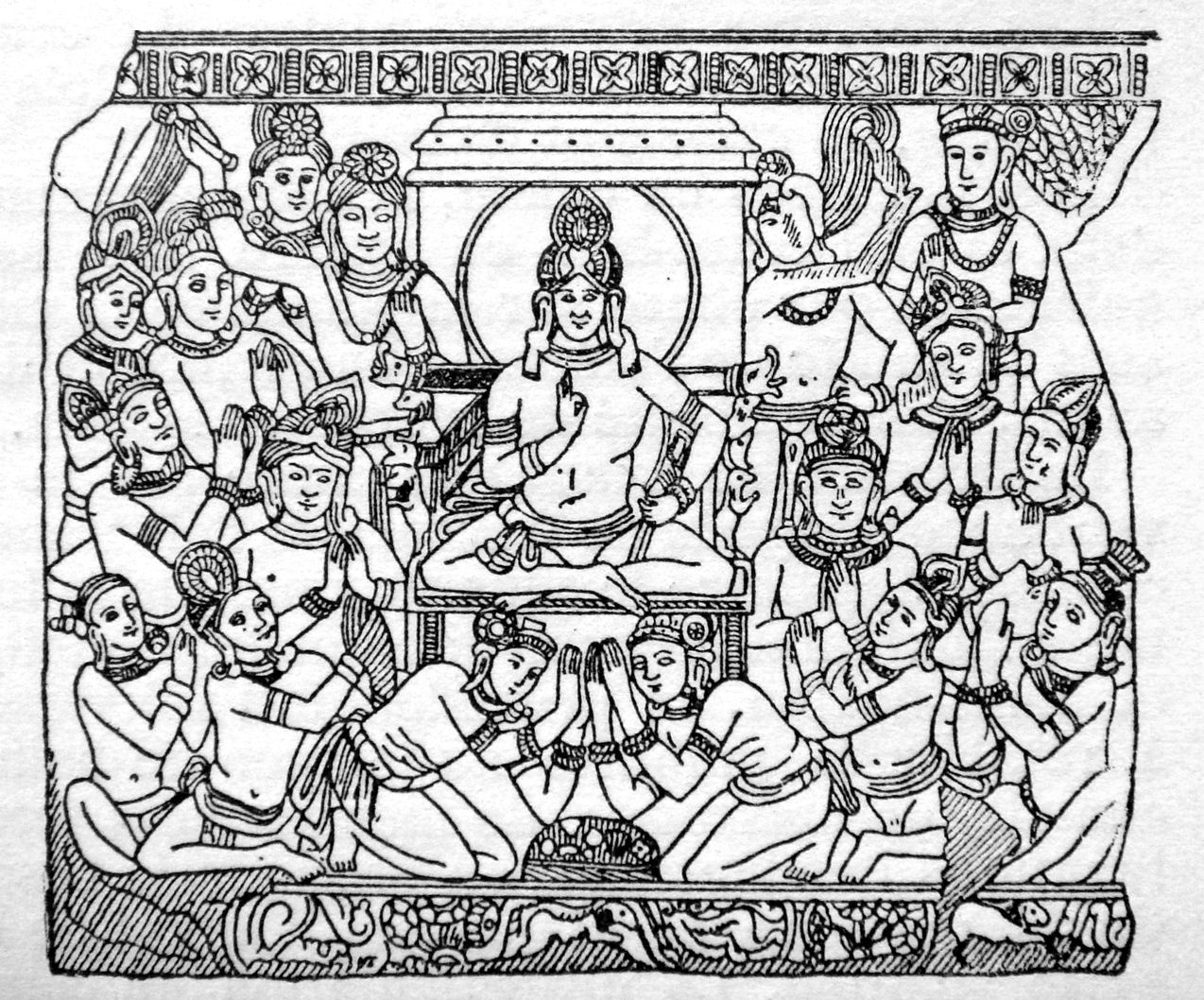
Rei Sudodana e sua corte.

O rei Sudodana ou Sudôdana (em sânscrito transliterado: Śuddhodana) foi o pai de Sidarta Gautama, mais tarde conhecido como Buda. Ele era o líder do clã Shakya, que vivia na região hoje localizada no sul do Nepal. O pai de Sudodana foi Sinahana. Sudodana ganhou uma batalha contra seu pai e recebeu permissão para casar com suas primas, irmãs de Suprabuddha, do clã Kolya. Sudodana casou-se então com as princesas Mayadevi e Prajapati, do Reino Devadaha, onde atualmente é o sul do Nepal, nas margens do Rio Anoma. Mayadevi, no futuro, seria a mãe de Buda, e Prajapati, sua madrasta.
Após o nascimento de Sidarta, o ancião Asita prestou uma visita ao bebê. Asita ficou surpreso quando o pequeno príncipe colocou seu pé no topo de sua cabeça. Depois de analisar o pé do príncipe, Asita ajoelhou-se e fez uma reverência ao bebê. O rei Sudodana copiou a ação do ancião e disse "Filho, este é o meu primeiro ato de obediência."
Através de uma profecia, foi previsto que Sidarta se tornaria um grande chakravartin (um monarca universal). Entretanto, um dos profetas alertou que, se o príncipe se deparasse com sofrimento, este se tornaria um asceta. Sudodana desejava que seu filho se tornasse um grande rei e, então, decidiu protegê-lo do mundo externo. O príncipe passou toda a sua juventude dentro do palácio, cercado de luxúria e riquezas.
Entretanto, o plano de Sudodana falhou e, após o acontecimento das Quatro Visões, o príncipe Sidarta decidiu abandonar o palácio e viver uma vida ascética em busca da verdade e do fim do sofrimento.
De acordo com uma lenda, Sudodana lamentou a partida do filho e empreendeu muitos esforços para localizá-lo. Anos depois, após a notificação de que Sidarta havia alcançado a  iluminação espiritual, Sudodana enviou um mensageiro acompanhado de 10 000 companheiros para convidar o Buda de volta à terra dos Shakya. O Buda fez um sermão ao mensageiro e todos os 10 000 companheiros, que, após ouvi-lo, decidiram acompanhá-lo em sua busca e tornaram-se parte do Sangha (comunidade monástica budista).

O rei, então, enviou um amigo próximo de Sidarta, Kaludayi, para chamá-lo de volta. Kaludyi também escolheu se tornar um monge, mas manteve sua palavra ao insistir que Buda retornasse à sua terra. O Buda aceitou o convite de seu pai e retornou à terra Shakya para uma visita. Durante a visita, ele pregou o Dharma a Sudodana.
Muitos anos depois, quando o Buda ficou sabendo do adoecimento de seu pai, retornou à sua terra natal e pregou novamente ao seu pai em seu leito de morte. O rei Sudodana chegou a atingir a condição espiritual de Bodhisattva.